# Bohte
Bohte je priimek v Sloveniji, ki ga je po podatkih Statističnega urada Republike Slovenije na dan 1. januarja 2010 uporabljalo 133 oseb in je med vsemi priimki po pogostosti uporabe uvrščen na 3.361. mesto.

## Znani nosilci priimka
- Ana Bohte, prevajalka, napovedovalka
- Borut Bohte (1932−2024), mednarodni pravnik in diplomat, univerzitetni profesor
- Domen Bohte, jazz-glasbenik in vodja delavnic
- Eva Bohte Benda, pianistka
- Gorazd Bohte (1960−2004), publicist
- Rok Bohte (*1966), jazz-glasbenik instrumentalist in solo-pevec
- Zvonimir Bohte (*1935), matematik, univerzitetni profesor